# 6078 Burt
6078 Burt este un asteroid din centura principală de asteroizi.

## Descriere
6078 Burt este un asteroid din centura principală de asteroizi. A fost descoperit pe 10 octombrie 1980 la Observatorul Palomar de Carolyn S. Shoemaker. Asteroidul prezintă o orbită caracterizată de o semiaxă mare de 2,81 ua, o excentricitate de 0,17 și o înclinație de 8,3° în raport cu ecliptica.